# Cúp Puskás 2017
Cúp Puskás 2017 là mùa giải thứ mười của Cúp Puskás, giải đấu giao hữu U17 diễn ra từ 2 đến 5 tháng Sáu tại Felcsút, Hungary. Budapest Honvéd là đương kim vô địch. Giải được tổ chức bởi Puskás Akadémia và tất cả các trận đấu đều một lần nữa diễn ra trên sân của đội nhà, Pancho Arena.

## Đội bóng tham gia
- Bayern Munich
- Budapest Honvéd
- Panathinaikos
- Real Madrid
- Puskás Akadémia (chủ nhà)
- Sporting CP

## Địa điểm
| Felcsút                                       |
| --------------------------------------------- |
|                                               |
| Pancho Arena                                  |
| 47°27′50″B 18°35′12″Đ / 47,46389°B 18,58667°Đ |
| Sức chứa: 3.500                               |

Kết quả

### Bảng A
| Đội bóng        | St | T | H | B | GF | BB | HS | Đ |
| --------------- | -- | - | - | - | -- | -- | -- | - |
| Panathinaikos   | 2  | 2 | 0 | 0 | 4  | 0  | +4 | 6 |
| Puskás Akadémia | 2  | 1 | 0 | 1 | 1  | 1  | 0  | 3 |
| Bayern Munich   | 2  | 0 | 0 | 2 | 0  | 4  | -4 | 0 |

| Puskás Akadémia | 1–0    | Bayern Munich |
| --------------- | ------ | ------------- |
|                 | Report |               |

| Puskás Akadémia | 0–1    | Panathinaikos |
| --------------- | ------ | ------------- |
|                 | Report |               |

| Bayern Munich | 0–3    | Panathinaikos |
| ------------- | ------ | ------------- |
|               | Report |               |

### Bảng B
| Đội bóng        | St | T | H | B | GF | BB | HS | Đ |
| --------------- | -- | - | - | - | -- | -- | -- | - |
| Real Madrid     | 2  | 2 | 0 | 0 | 3  | 1  | +2 | 6 |
| Budapest Honvéd | 2  | 0 | 0 | 2 | 4  | 5  | -1 | 0 |
| Sporting CP     | 2  | 1 | 0 | 1 | 3  | 4  | -1 | 3 |

| Budapest Honvéd | 3–3 (p 1-2) | Sporting CP |
| --------------- | ----------- | ----------- |
|                 | Report      |             |

| Budapest Honvéd | 1–2    | Real Madrid |
| --------------- | ------ | ----------- |
|                 | Report |             |

| Sporting CP | 0–1    | Real Madrid |
| ----------- | ------ | ----------- |
|             | Report |             |

### Tranh hạng 5
| Sporting CP | 2–0    | Bayern Munich |
| ----------- | ------ | ------------- |
|             | Report |               |

### Tranh hạng 3
| Puskás Akadémia | 1–1 (p 7-6) | Budapest Honvéd |
| --------------- | ----------- | --------------- |
|                 | Report      |                 |

### Chung kết
| Panathinaikos | 0–4    | Real Madrid |
| ------------- | ------ | ----------- |
|               | Report |             |

## Thống kê

### Cầu thủ ghi bàn
3 bàn
- László Kecskeméti (Budapest Honvéd)

2 bàn
- Emanoulidis (Panathinaikos)

1 bàn
- Belmonte (Real Madrid)
- Cardoso (Sporting CP)
- Christodoulou (Panathinaikos)
- Del Álamo (Real Madrid)
- ill. Inácio (Sporting CP)
- Khallack (Real Madrid)
- Marin (Real Madrid)
- Nieto (Real Madrid)
- Park (Real Madrid)
- Rui Reis (Sporting CP)
- Silva (Sporting CP)
- Filipe Sissé (Sporting CP)
- Adriano Skenterai (Panathinaikos)
- Nándor Tamás (Budapest Honvéd)
- Norbert Szendrei (Budapest Honvéd)
- Norman Timári (Puskás Akadémia)
- Vallo (Real Madrid)

### Phản lưới
- Áron Csibi (Budapest Honvéd) trước Puskás Akadémia